# Costa Allegra
Costa Allegra (ранее Alexandra (1988—1992), Regent Moon (1986—1988), построено как Annie Johnson (1969—1986)) — круизное судно класса «Axel Johnson» в собственности компании Costa Crociere было построено на верфи Oy Wärtsilä Ab в Турку в Финляндии в 1969 г. как контейнеровоз. 28 августа 1990 года после приобретения грузового судна компанией Costa Crociere SpA контейнеровоз был в течение 24 месяцев с 4 сентября 1990 года по 16 ноября 1992 года перестроен в круизное судно на верфи T. Mariotti S.p.A. в городе Генуя Италия.
Судами-близнецами являются Axel Johnson, Antonia Johnson, Margaret Johnson и San Francisco. По состоянию на 27 октября 2012 г. судно находится на утилизации в  Aliağa в Турции..

## Происшествия
- На борту вышедшего 30 апреля 2006 года в круизный рейс из Савоны в Гонконг судна в порту Коломбо (Шри-Ланка) среди примерно 800 пассажиров судно начались протесты по поводу неработающих кондиционеров и туалетов, в результате чего часть кают была подтоплена. Судно продолжило рейс лишь после обещания капитана произвести ремонт и устранить недостатки[4].
- 27 февраля 2012 года спустя два дня после выхода из Анцирананы судно легло в дрейф с 636 пассажирами и 413 членами экипажа на борту примерно в 260 морских милях от Сейшельских островов в Индийском океане, после того как в машинном отделении возник пожар и судно было обесточено. Потерявшее манёвренность судно было доставлено 1 марта 2012 года буксиром в один из портов острова Маэ в составе Сейшельского архипелага[5][6].